# Chiến dịch Vilnius
Chiến dịch Vilnius là đòn phát triển tiếp tục tấn công phát huy chiến quả sau Chiến dịch Minsk của Phương diện quân Byelorussia 3 (Liên Xô) chống lại các lực lượng Đức Quốc xã thuộc Tập đoàn quân xe tăng 3 (tái lập) và tàn quân của Tập đoàn quân 4 vừa thua trận từ phía Tây Minsk rút về. Chiến sự diễn ra từ ngày 5 đến 20 tháng 7 năm 1944 trên một chính diện ngày càng mở rộng từ 100 km trên hướng Tây Bắc Minsk đến trên 150 km trên hướng Vilnius - Lida. Sau 9 ngày tiến công, Phương diện quân Byelorussia 3 đã giải phòng các thành phố Vilnius (của Litva) và Lida (của Belarus). Từ ngày 14 đến ngày 20 tháng 7, các tập đoàn quân 5, 33 và Tập đoàn quân xe tăng cận vệ 5 đã đánh bại cuộc phản công của quân Đức do 6 sư đoàn bộ binh (thuộc Quân đoàn 26) cùng 2 sư đoàn và 1 lữ đoàn xe tăng (thuộc Quân đoàn xe tăng 39 tái lập) thực hiện vào phía Tây Bắc Vinius. Đẩy lui quân Đức về tuyến sông Nieman.
Trong toàn bộ chiến dịch, Phương diện quân Byelorussia 3 đã tiến sâu thêm về phía Tây từ 180 km đến trên 200 km, tiếp cận phòng tuyến của quân Đức trên sông Niemen và khu tam giác Suvanky, đánh chiếm các bàn đạp quan trọng ở Yonava (Jonava) (bờ tây sông Vilya), Priyenai (Prienai), Alitus (Alytus), Druskininkai (bờ Tây sông Niemen), chuẩn bị cho Chiến dịch Kaunas và các hoạt động tấn công chiến lược ở Đông Phổ.

## Tình huống mặt trận
Sau khi Tập đoàn quân xe tăng 3 và Tập đoàn quân 4 thuộc Cụm tập đoàn quân Trung tâm (Đức) bị đánh tan trong các chiến dịch Vitebsk và Minsk Quân đội Đức Quốc xã vội và điều động các lực lượng từ trong nước Đức, từ Trung và Nam Âu đồng thời rút một số sư đoàn từ các cụm tập đoàn quân Bắc Ukraina và Nam Ukraina về hướng Trung tâm để ổn định tuyến mặt trận phòng thủ mới từ Daugapinsk qua Vilnius đến Lida, nối với tuyến phòng thủ mới của cánh Bắc Tập đoàn quân 4 và Tập đoàn quân 9 (tái lập) từ Lida đến Pinsk và kéo sang phía Tây đến Kovel.
Phương diện quân Byelorussia 3 (Liên Xô) sau khi hoàn thành nhiệm vụ giải phóng Minsk đã triển khai tấn công ngay sang phía Tây để lợi dụng tình huống có lợi khi quân Đức đang sa sút và chưa thể thiết lập một trận tuyến phòng thủ mới. Bên cánh phải, Phương diện quân Pribaltic 1 sau khi hoàn thành Chiến dịch Polotsk dược tiếp nhận thêm 3 tập đoàn quân, trong đó có Tập đoàn quân 39 từ Phương diện Byelorussia 3 chuyển sang đang chuẩn bị phối hợp với Phương diện quân Pribaltic 2 mở Chiến dịch Rezekne-Dvina để đẩy Tập đoàn quân 18 (Đức) lùi sâu ra phía biển Baltic. Ở phía Nam, Phương diện quân Byelorussia 1 có nhiệm vụ tiếp tục tấn công trên hai hướng Baranovichi và Kovel để khép vòng vây xung quanh Tập đoàn quân 9 (Đức) vừa được tái lập, dồn quân Đức vào vùng đầm lầy Polesya.
Địa hình trong khu vực tác chiến có nhiều rừng và đầm lầy xen lẫn các khu đất cao bên hữu ngạn sông Niemen nhưng không có các con sông lớn cắt ngang đường tiến công của quân đội Liên Xô. Dải tấn công thuận lợi nhất là khu vực dọc hai bên con đường ô tô và đường sắt từ Molodechno đi Vilnius cũng như từ Molodechno đi Lida. Cả ba thành phố náy đều là các đầu mối giao thông đường sắt và đường bộ rất quan trọng ở khu vực Tây Bắc Byelorussia và Tây Nam Litva. Đây là địa bàn tác chiến tương đối quen thuộc với cả hai quân đội Liên Xô và Đức Quốc xã. Trong mùa hè năm 1941, các Tập đoàn quân xe tăng 2 và 3 cùng các tập đoàn quân bộ binh 2, 4 và 9 của quân đội Đức Quốc xã đã bao vây và đánh tan chủ lực của Quân khu đặc biệt miền Tây của quân đội Liên Xô. Trong hình ảnh đảo ngược của mùa hè năm 1944, bốn phương diện quân Liên Xô đã bao vây và đánh tan Cụm tập đoàn quân Trung tâm của quân đội Đức Quốc xã và tiến nhanh như vũ bão về phía biên giới Ba Lan.
Đây cũng là vùng hoạt động của lực lượng Armia Krajowa (AK) dưới sự chỉ đạo của tướng Tadeusz Bor-Komorowski, người đứng đầu các tổ chức hoạt động bí mật Ba Lan thân Anh. Quân đội Krayova gồm những người yêu nước Ba Lan trong các tổ chức bí mật của nhiều đảng phái khác nhau (Đảng Dân tộc, Đảng Dân chủ, Đảng dân chủ tự do, Đảng Công nhân...) Tướng Tadeusz Bor-Komorowski, chỉ huy quân đội này là người có tư tưởng dân tộc cực đoan. Ông ta đồng chủ trương với tướng Władysław Sikorski, người đứng đầu Chính phủ Ba Lan lưu vong tại London về việc đòi lại Litva, vùng Tây Byelorussia, vùng Tây Bắc Ukraina. Một mặt, quân đội Krayova kiên trì chống lại phát xít Đức. Mặt khác, quân đội này cũng hợp tác với người Đức để chống lại người Nga và các đội du kích Liên Xô hoạt động trên lãnh thổ Litva, chỉ điểm cho quân Đức bắt cóc và thủ tiêu những người đứng đầu Đảng Cộng sản Liên Xô tại địa phương (hoạt động bí mật) và các chỉ huy du kích Liên Xô. Mùa hè năm 1944, quân đội Krayova phát triển lên đến 380.000 người, trong đó có hơn 10.000 sĩ quan, hoạt động trên một phạm vi rất rộng từ Latvia, Litva, Tây Byelorussia, Tây Bắc Ukraina và trong nội địa Ba Lan. Theo báo cáo của Ya. Erdmana, bí thư huyện ủy bí mật của quận Novogrudok, từ tháng 1 năm 1942 đến tháng 7 năm 1944, quân đội Krayova ở địa phương đã tiến hành 102 hoạt động chống lại quân đội Đức Quốc xã, chiếm 55% và 81 hoạt động chống lại du kích Liên Xô, chiếm 45% các cuộc tấn công. Từ mùa xuân năm 1943 đến tháng 7 năm 1944, thủ lĩnh quân đội Krayova ở Stolbtsy là Anton Pilkh (bí danh là Gora)đã hợp tác với quân Đức bắt và giết hơn 500 du kích và dân thường Liên Xô.
Ngoài ra, trên lãnh thổ Litva còn tồn tại lực lượng dân phòng Litva (Lithuanian Territorial Defense Force - LTDF), một tổ chức bán quân sự người Litva do chính quyền Đức Quốc xã dựng lên dưới quyền chỉ huy của lực lượng SS để góp phần bảo đảm an ninh cho vùng sau mặt trận của quân đội Đức Quốc xã. Theo một thỏa thuận được chính quyền Đức Quốc xã tại Litva ký kết ngày 13 tháng 2 năm 1944 với người đứng đầu tổ chức LTDF, lực lượng này được biên chế thành các tiểu đoàn dân cảnh từ số 301 đến 310 và 312 đến 314 được trang bị vũ khí nhẹ của Đức với cam kết sẽ chống lại quân đội Liên Xô để đổi lấy việc chính quyền Đức Quốc xã sẽ công nhận Litva tự do. Tuy nhiên, bản thỏa thuận này đã bị lực lượng SS phản đối và không bao giờ được thực hiện. Povilas Plechavičius, người đứng đầu LTDF đã lập ra "Tėvynės Apaugos Rinktinė" (tổ chức yêu nước cấp tiến) hoạt động bí mật với mục tiêu chống lại cả quân đội Liên Xô lẫn quân đội Krajowa. Sự việc này đã dẫn đến nhiều cuộc chạm súng giữa lực lượng LTDF và quân đội Krajowa từ tháng 5 đến giữa tháng 6 năm 1944. Người Đức để mặc cho hai đội quân này tiêu diệt lẫn nhau và đến khi quân đội Liên Xô phát động Chiến dịch Bagration, các đơn vị SS ở Litva đã trang bị cho lực lượng LTDF vũ khí hạng nhẹ để chống lại quân đội Liên Xô.

## Binh lực và kế hoạch

### Quân đội Liên Xô

#### Binh lực
Phương diện quân Byelorussia 3 do đại tướng Ivan Danilovich Chernyakhovsky làm tư lệnh, trung tướng A. P. Pokrovsky làm tham mưu trưởng. Thành phần tham gia chién dịch gồm có:
- Tập đoàn quân 5 do trung tướng N. I. Krylov chỉ huy, biên chế gồm có:
  - Bộ binh: Các quân đoàn 45, 65, 72 gồm 9 sư đoàn
  - Pháo binh: 1 sư đoàn hỗn hợp, 1 lữ đoàn pháo nòng dài, 1 lữ đoàn Katyusha, 1 lữ đoàn lựu pháo, 2 lữ đoàn và 1 trung đoàn pháo chống tăng, 1 lữ đoàn và 2 trung đoàn súng cối, 5 trung đoàn phòng không.
  - Thiết giáp: 2 lữ đoàn và 1 trung đoàn xe tăng, 5 trung đoàn pháo tự hành (trong đó có 2 trung đoàn pháo tự hành chống tăng.
- Tập đoàn quân cận vệ 11 do thượng tướng K. N. Galitsky chỉ huy, biên thế gồm có:
  - Bộ binh: Các quân đoàn cận vệ 8, 16, 36 gồm 9 sư đoàn.
  - Pháo binh: 1 lữ đoàn pháo nòng dài, 3 trung đoàn Katyusha, 5 trung đoàn lựu pháo, 1 lữ đoàn và 1 trung đoàn pháo chống tăng, 1 sư đoàn và 4 trung đoàn súng cối, 2 sư đoàn và 1 trung đoàn phòng không.
  - Thiết giáp: 4 lữ đoàn và 4 trung đoàn xe tăng, 1 lữ đoàn cơ giới, 5 trung đoàn pháo tự hành.
- Tập đoàn quân 31 do trung tướng V. A. Gluzdovsky chỉ huy, biên chế gồm có:
  - Bộ binh: Các quân đoàn 36, 71, 113 gồm 9 sư đoàn.
  - Pháo binh: 1 lữ đoàn và 2 trung đoàn pháo nòng dài, 1 trung đoàn lựu pháo, 1 lữ đoàn và 1 trung đoàn pháo chống tăng, 2 trung đoàn súng cối, 7 trung đoàn phòng không.
  - Thiết giáp: 1 lữ đoàn xe tăng, 3 trung đoàn pháo tự hành.
- Tập đoàn quân xe tăng cận vệ 5 do nguyên soái xe tăng P. A. Rotmistrov chỉ huy, biên chế gồm có:
  - Xe tăng: 6 lữ đoàn và 1 trung đoàn.
  - Cơ giới: 2 lữ đoàn và 1 trung đoàn.
  - Pháo tự hành: 5 trung đoàn.
  - Bộ binh mô tô: 1 trung đoàn và 2 tiểu đoàn.
  - Pháo mặt đất: 2 trung đoàn lựu pháo, 2 trung đoàn pháo chống tăng, 4 trung đoàn súng cối
  - Pháo phòng không: 4 trung đoàn
  - Không quân: 1 trung đoàn.
- Tập đoàn quân không quân 1 do thượng tướng T. T. Khryukin chỉ huy, biên chế gồm có:
  - Máy bay tiêm kích: 8 sư đoàn.
  - Máy bay cường kích: 4 trung đoàn.
  - Máy bay ném bom: 6 sư đoàn, trong đó có 2 sư đoàn ném bom ban đêm.
- Lực lượng dự bị trực thuộc tư lệnh Phương diện quân:
  - Kỵ binh: Quân đoàn kỵ binh cận vệ 3
  - Thiết giáp: Quân đoàn cơ giới cận vệ 3 và 1 trung đoàn pháo tự hành.
  - Pháo binh: 3 sư đoàn hỗn hợp, 1 sư đoàn phòng không, 1 lữ đoàn Katyusha.

#### Kế hoạch
Đại bản doanh Bộ Tổng tư lệnh quân đội Liên Xô có ý đồ phát huy chiến quả trong giai đoạn 3 của Chiến dịch Bagration bằng đòn đánh chia cắt Cụm tập đoàn quân Bắc gồm các Tập đoàn quân 16, 18 (Đức) khỏi cụm quân Đức tại mặt trận Tây Byelorussia khi quân Đức chưa ổn định tuyến phòng thủ liên tục. Vì vậy, trên hướng Baltic, dải tiến công từ Lida đến Vilnius và Šiauliai được coi là dải tiến công có tính chiến lược. Chiếm được tuyến này, quân đội Liên Xô sẽ có được những bàn đạp thuận lợi để tiến ra bờ biển Baltic và thực hiện mục tiêu đó. Chiến dịch Vilnius - Lida của Phương diện quân Byelorussia 3 cũng như Chiến dịch Šiauliai của Phương diện quân Pribaltic 1 nhằm bước đầu cụ thể hóa ý đồ đó trên chiến trường.
Tuy nhiên, nếu thực hiện ngay một chiến dịch đột kích từ phía Tây Minsk ra vùng ven biển Baltic ở Memen (Klaipeda) và Liyepaya dài trên 500 km là điều không thể. Qua hai giai đoạn tác chiến của Chiến dịch Bagration, quân số và phương tiện của các Tập đoàn quân đều có những hao hụt, chưa bổ sung kịp. Lực lượng dự bị cũng mỏng dần. Đại bản doanh chỉ còn trong tay Tập đoàn quân cận vệ 2, Tập đoàn 51 và Tập đoàn quân không quân 8 vừa hoàn thành nhiệm vụ ở mặt trận Krym làm lực lượng dự bị. Trong khi đó, quân Đức đã nhanh chóng điều từ hậu phương nước Đức và các cụm tập đoàn quân Bắc Ukraina, Nam Ukraina, Nam Âu và Trung Âu những đơn vị mới để khẩn trương tái lập Cụm tập đoàn quân Trung tâm nhằm vá lỗ thủng lớn trên mặt trận phía Đông do hậu quả của Chiến dịch Bagration để lại.
Từ những kết quả phân tích đó, STAVKA quyết định, trước mắt cần đưa quân đội tiến ra tuyến sông Niemen, đánh chiếm các đầu cầu rồi sau đó mới co thể tính đến chuyện cô lập Cụm tập đoàn quân Bắc (Đức) ở vùng ven biển Baltic. Để thực hiện ý đồ này, STAVKA điều chỉnh lại hướng tấn công của các phương diện quân Liên Xô trên hướng Tây, trong đó:
- Phương diện quân Byelorussia 1 sau khi hoàn thành Chiến dịch Lublin-Brest, do chính diện tấn công thu hẹp lại nên sẽ tập trung vào hướng Warshawa.
- Phương diện quân Ukraina 1 do vướng dãy núi Carpath nên sẽ dịch chuyển tấn công sang hướng Tây Bắc vào phía Nam Ba Lan. STAVKA sẽ nghiên cứu thành lập một phương diện quân mới trên hướng Carpath.
- Phương diện quân Byelorussia 2 sau khi hoàn thành Chiến dịch Bialystok - Grodno sẽ phối hợp với Phương diện quân Byelorussia 1 trong các hoạt động nhằm đánh chiếm Warshawa.
- Phương diện quân Pribaltic 1 được "miễn" nhiệm vụ tấn công vào Kaunas để tập trung vào hướng Daugavpils - Utena và Šiauliai - Riga nhằm thu hẹp khoảng cách ở sườn phải với Phương diện quân Pribaltic 2 do phương diện quân này tiến công quá chậm. STAVKA điều động Tập đoàn quân cận vệ 2 và Tập đoàn quân 51 cho Phương diện quân Pribaltic 1 để tăng cường sức mạnh trên hướng Šiauliai - Liyepaya và hướng Šiauliai - Riga.[13]
- Phương diện quân Byelorussia 3 có nhiệm vụ tiến ra tuyến sông Niemen, đánh chiếm Vilnius, Lida, Kaunas và chuẩn bị cho các hoạt động quân sự ở Đông Phổ.[13]

Ngoài ra, trong tiến trình đánh chiếm Vilnius, quân đội Liên Xô cũng nhận được sự hỗ trợ của 5.500 quân Ba Lan do Aleksander Krzyżanowski chỉ huy, thuộc lực lượng kháng chiến Armia Krajowa.

### Quân đội Đức Quốc xã

#### Binh lực
- Tập đoàn quân xe tăng 3 (tái lập) do thượng tướng Georg-Hans Reinhardt chỉ huy. Sử dụng cánh phải tham gia chiến dịch, gồm có:
  - Quân đoàn bộ binh 9 (tái lập) do trung tướng Rolf Wuthmann chỉ huy, thu tập tàn quân của Quân đoàn 9 và các quân đoàn khác, gồm có:
    - Sư đoàn bộ binh 252 của tướng Melzer
    - Cụm tác chiến Sư đoàn xe tăng 20 (phân biệt với Sư đoàn xe tăng 20 (tái lập) thuộc Tập đoàn quân 8 (Đức) ở Romania).
    - Một phần Cụm tác chiến Sư đoàn bộ binh 87
    - Cụm phòng thủ Vilnius của thiếu tướng Rainer Stahel.

  - Quân đoàn bộ binh 26 (được điều động từ Tập đoàn quân 18 ở Narva đến) do tướng Anton Graßer, biên chế gồm có:
    - Sư đoàn bộ binh 1 (được điều động từ Quân đoàn bộ binh 59, Tập đoàn quân xe tăng 1 đang đóng ở Brody, thuộc Cụm tập đoàn quân Bắc Ukraina đến) do trung tướng Ernst-Anton von Krosigk chỉ huy.
    - Sư đoàn bộ binh 56 (nguyên là Cụm tác chiến D ở Vitebsk, gồm tàn quân của các sư đoàn bộ binh 56 và 262) do thiếu tướng Edmund Blaurock chỉ huy.
    - Sư đoàn bộ binh 549 (được điều từ lực lượng dự bị của OKH) do thiếu tướng Karl Jank chỉ huy.
    - Sư đoàn bộ binh 390 (được điều từ lực lượng dự bị của OKH) do trung tướng Hans Bergen chỉ huy.
    - Cụm tác chiến Oberst Schirmer
    - Lữ đoàn xe tăng xung kích Von Werthern.
    - Cụm tác chiến H gồm tàn quân của các sư đoàn bộ binh 95, 197 và 256.
- Tàn quân của Tập đoàn quân 4 và các lực lượng mới tăng cường do thượng tướng Kurt von Tippelskirch chỉ huy. Trong thành phần có:
  - Quân đoàn xe tăng 39 (tái lập) của Dietrich von Saucken, biên chế mới gồm có:
    - Sư đoàn xe tăng 5 của thiếu tướng xe tăng Karl Decker, được điều động từ lực lượng dự trữ của Tập đoàn quân xe tăng 4 đang đóng ở Kovel thuộc Cụm tập đoàn quân Bắc Ukraina đến.
    - Sư đoàn xe tăng 12 của thiếu tướng Gerhard Müller, được điều động từ lực lượng dự trữ của Cụm tập đoàn quân Bắc đang đóng ở Plotsk đến.

  - Cụm tác chiến Helmuth Weidling gồm tàn quân của các sư đoàn bộ binh 36, 134, 253.

#### Kế hoạch
Ý đồ của Tổng hành dinh Bộ tư lệnh tối cao quân đội Đức Quốc xã là tổ chức nhiều trận đánh chặn kích nhỏ để kìm hãm tốc đọ tấn công của quân đội Liên Xô nhằm có thêm thời gian điều động các lực lượng dự bị và kéo các binh đoàn ở các hướng có chiến sự bớt sôi động hơn ra vùng sông Vistula, sông Narev và sông Niemen, dựa vào các chướng ngại tự nhiên này để lập một tuyến phòng thủ mới, che chắn cho Đông Phổ và Ba Lan. Trước nguy cơ đe dọa bị đột kích vào biên giới nước Đức từ phía Đông, Tổng hành dinh quân đội Đức Quốc xã đã phải rút quân từ nhiều hướng quan trọng khác như Nam Tư, Hy Lạp, Hungary, Đan Mạch, Nauy là những hướng chưa bị uy hiếp và cả một số sư đoàn ở Áo và Tiệp Khắc để ném vào mặt trận phía Tây Byelorussia. Tuy nhiên, do Cụm tập đoàn quân Trung tâm bị tan rã quá nhanh trong khi các lực lượng tăng viện chưa đến kịp, quân Đức dự tính rằng trong nửa đầu tháng 7 năm 1944, 16 sư đoàn còn lại của họ trên hướng Byelorussia sẽ phải chống lại 160 sư đoàn của quân đội Liên Xô.
Để điều động một khối lượng binh lực khổng lồ đó, cần có thời gian. Vì vậy, trong giai đoạn cuối của Chiến dịch Bagration, cả hai bên đều rất khẩn trương. Nếu như quân đội Liên Xô tìm mọi cách để duy trì tốc độ tấn công thì quân đội Đức Quốc xã cũng tìm mọi cách để chặn họ lại. Để thực hiện ý đồ điều động binh lực, các trung tâm phòng ngự lâm thời trên các tuyến trì hoãn chiến được thiết lập. Tuyến đầu từ Daugapinsk qua Shvencheniskai (Svencionneliai), Molodechno, Baranovichi đến Pinsk và kéo sang Koven. Tuyến thứ hai từ Utena qua Vilnius, Lida, Vonkovysk (Vawkavysk) đến Kobrin-Brest. Tuyến thứ ba chính là tuyến sông Vistula - Narev - Niemen. Tổ chức phòng ngự cứng rắn trên tuyến sông Vistula - Narev - Niemen, quân đội Đức Quốc xã hi vọng với cự li gần hơn của tuyến mặt trận với các căn cứ không quân và hậu cần kỹ thuật ở Ba Lan, nước Đức, Đông Phổ, không quân Đức sẽ phát huy tác dụng mạnh hơn; các xe tăng và pháo bị bắn hỏng nhưng nếu còn dùng được sẽ được sửa chữa nhiều hơn; việc điều động binh lực dựa vào mạng lưới đường sắt, đường bộ rất phát triển ở Đức và Ba Lan sẽ giúp cơ động lực lượng nhanh hơn.
Trên hướng Byelorussia - Litva - Latvya, Tập đoàn quân xe tăng 3 và Tập đoàn quân 4 (Đức) đang được khẩn trương tái lập. Tuy nhiên, 7 trong số 11 sư đoàn xe tăng, cơ giới và 10 trong số 16 Sư đoàn bộ binh được điều động từ các hướng khác đến vẫn còn đang trên đường hành quân. Các tướng Kurt von Tippelskirch và Georg-Hans Reinhardt hi vọng vào việc củng cố các tuyến trì hoãn chiến, trong đó có Lida, Vilnius và Utena sẽ chặn được đà tấn công của quân đội Liên Xô trước khi các lực lượng mới kịp đến mặt trận.

## Diễn biến

### Vượt qua Molodechno
Trong Chiến dịch Minsk, Tập đoàn quân 31 đã tiếp cận Molodechno nhưng chưa thể đánh chiếm được đầu mối đường sắt quan trọng này. Tàn quân của Quân đoàn xe tăng 39 (Đức) rút về đây cùng với các đơn vị bảo vệ hâu cứ của Cụm tập đoàn quân Trung tâm, trong đó cụm quân SS của tướng Curt von Gottberg và hai tiểu đoàn của Lữ đoàn Kaminsky đã biến ngã tư đường sắt quan trọng này thành một cụm phòng thủ khá mạnh. Tuy nhiên, đến ngày 5 tháng 7, khi chủ lực Tập đoàn quân xe tăng 5 (Liên Xô) bắt đầu nổ súng tấn công thì cụm phòng thủ này cũng tan rã nhanh chóng như các vị trí phòng thủ khác của quân đội Đức Quốc xã trước đó một tuần. Chỉ có hai tiểu đoàn quân R.O.N.A. của Bronislav Kaminski cố chống cự trong nhà ga Molodechno. Chiều ngày 5 tháng 7, khi Quân đoàn cơ giới cận vệ 3 (Liên Xô) mở cuộc tổng công kích vào nhà ga, hai tiểu đoàn này nhanh chóng tan rã. Phần lớn bị bắt làm tù binh, một phần tháo chạy theo đường bộ về Vilinius nơi có hai tiểu đoàn còn lại của Lữ đoàn Kaminsky đang đóng quân.
Sau khi làm chủ Molodechno, Tập đoàn quân xe tăng cận vệ 5 và Quân đoàn cơ giới cận vệ 3 (Liên Xô) nhanh chóng vận động theo đường bộ và đường sắt về Vilnius. Ngày 7 tháng 7, Quân đoàn cơ giới cận vệ 3 đánh chiếm Smorgoy (Smarhon). Buổi chiều cùng ngày, Quân đoàn xe tăng cận vệ 3 đánh chiếm Otmyany (Ashmyany). Đến trưa ngày 8 tháng 7, các đơn vị này đã có mặt ở ngoại ô Đông Nam Vilnius. Con đường đến Vilnius của Tập đoàn quân 5 phải băng qua một dải đầm lầy xen lẫn rừng thưa trên khu vực phía Nam hồ Naroch. Mặc dù không có các phương tiện cơ giới mạnh nhưng sau khi đánh bại các nhóm quân trắc vệ mỏng yếu gồm tàn quân của Tập đoàn quân xe tăng 3 (Đức), Tập đoàn quân 5 đã mau chóng vượt sông Vilya. Ngày 6 tháng 7, họ đánh chiếm các thị trấn Ostovets (Astravets), Mikhailishky (Michaliski) và Svyr (Svir). Trưa ngày 8 tháng 7, Tập đoàn quân 5 đã có mặt ở vùng phụ cận Đông Bắc Vilnius.
Không để mất thời gian, chiều ngày 8 tháng 7, tướng I. D. Chernyakhovsky triển khai ngay hai mũi tấn công vu hồi. Tập đoàn quân 5 và Quân đoàn kỵ binh cận vệ 3 cơ động lên phía Bắc Vilnius, đánh chiếm cứ điểm Syogala (???), cắt đứt đường sắt Vilnius - Daugavpins, hình thành vòng vây phía Tây Bắc Vilnius. Tập đoàn quân xe tăng cận vệ 5 điều Quân đoàn xe tăng 29 vòng sang phía Tây Nam Vilnius, cắt đứt tất cả các đường sắt Vilnius - Lida, Vilnius - Grodno và Vilnius - Kaunas. Quân đoàn xe tăng cận vệ 3 chốt chặt phía Đông Vilnius. Trước khi trời tối, các đơn vị của Quân đoàn xe tăng 29 và Quân đoàn cơ giới cận vệ 3 đã gặp nhau ở bờ sông Vilya phía Tây Bắc Vilnius, hình thành vòng vây quanh 15.000 quân Đức tại khu phòng thủ Vilnius.

### Các hoạt động không kích
Các tướng Đức Gerhard Matzky và Rainer Stahel không ngờ quân đội Liên Xô lại có mặt ở Vilnius rất nhanh chóng. Tuy nhiên, dựa vào các công sự và các tòa nhà kiên cố, các đơn vị thuộc Quân đoàn 26, Cụm phòng thủ Vilnius và tàn quân của Tập đoàn quân 4 (Đức) nắm trong tay 320 khẩu pháo các cỡ, 430 súng cối và vài chục xe tăng, xe bọc thép vẫn chống trả kịch liệt. Để nhanh chóng thanh toán cụm quân Đức, đại tướng I. D. Chernyakhovsky đã yêu cầu Tập đoàn quân không quân 1 do thượng tướng T. T. Khryukin chỉ huy can thiệp.
Từ ngày 8 đến ngày 11 tháng 7 năm 163 máy bay ném bom bổ nhào Pe-2 và 51 máy bay tấn công mặt đất IL-2 đã liên tục dội bom và bắn phá xuống các vị trí phòng ngự của quân Đức xung quanh Vilinius. Ngày 8 tháng 7, không quân Đức cũng điều 5 tốp 15 chiếc Ju-87, 24 chiếc Me-109 và 12 chiếc Fw-190 từ sân bay Paneryai gần thành phố và từ các sân bay ở Đông Phổ sang phản kích. Cũng như ở Bobruysk trước đó 2 tuần, số máy bay ít ỏi này không thể lọt qua hàng rào máy bay tiêm kích đông tới trên 100 chiếc của Quân đoàn không quân tiêm kích cận vệ 1 (Liên Xô). Ngay trong ngày 9 tháng 7, 6 chiếc Ju-87 và 9 chiếc Me-109 bị hạ. Từ ngày 9 tháng 7, không quân Đức giảm dần số lượng máy bay trên vùng trời Vilnius nhưng vẫn bị thiệt hại nặng. Trong cả chiến dịch, có 38 máy bay các loại của không quân Đức bị bắn rơi. Chiến dịch không kích đã phá hủy nhiều công trình phòng thủ, các xe tăng Đức và làm suy yếu dáng kể hệ thống phòng thủ của quân Đức quanh Vilnius.
Các trận tác chiến đường không của Tập đoàn quân không quân 1 không những đã gây thiệt hại nặng nề cho cụm quân Đức phòng thủ tại Vilnius mà còn bẻ gãy âm mưu tẩu thoát của một số chỉ huy Đức đang bị vây hãm tại Vilnius. Ngày 10 tháng 7, sân bay Paneryai, sân bay duy nhất của Tây Nam Vilnius rơi vào tay Quân đoàn xe tăng cận vệ 3. Đêm 10 tháng 7, tướng Georg-Hans Reinhardt cho một trung đoàn biệt kích dù đổ bộ xuống khu rừng Pogrudas cách thành phố 6 km về phía Tây nhằm mở một đường thoát cho cụm quân Đức bị vây theo sông Vilya nhưng không thành công. Phát hiện quân Đức tổ chức đổ bộ, các máy bay ném bom ban đêm của Sư đoàn 213 (Liên Xô) đã chuyển nhiệm vụ ném bom sang nhiệm vụ tấn công các máy bay vận tải Đức. 2 chiếc He-111 và 1 chiếc Ju-52 bị hạ chôn theo ba trung đội lính dù Đức. Số quân dù xuống đến mặt đất cũng không thể tập trung được lực lượng trước các loạt pháo kích của Lữ đoàn lựu pháo 139. Sáng ngày 11 tháng 7, trung đoàn pháo tự hành 957 và Sư đoàn bộ binh 251 được điều đến khu vực tác chiến. Phần lớn số quân dù Đức bị tiêu diệt, số còn lại bị bắt. Chỉ có một số nhóm nhỏ cướp thuyền bơi theo sông Vilya về phía Tây.

### Giải phóng Vinius

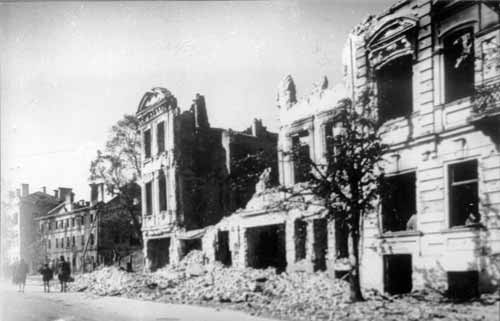
Phố Geležinkelio ở Vilnius đổ nát sau trận đánh

Trong các cuộc không kích của Tập đoàn quân không quân 1 (Liên Xô) diễn ra xung quanh Vilnius thì trên mặt đất, các trận tấn công bằng xe tăng, bộ binh và pháo binh của Phương diện quân Byelorussya 3 vẫn tiếp tục. Ngày 8 tháng 7, Lữ đoàn xe tăng cận vệ 35 thử mở một cuộc đột kích dọc theo đường sắt Glubokoys - Vilnius vào ngoại ô thành phố. Cụm phòng thủ Vilnius trên hướng này đã tổ chức phản kích bằng Sư đoàn bộ binh 390, Cụm tác chiến Sư đoàn bộ binh 87 và Lữ đoàn xe tăng xung kích Von Werthern, có pháo chống tăng của Sư đoàn bộ binh 56 yểm hộ. Chiều ngày 8 tháng 7, quân Đức đánh bật Lữ đoàn xe tăn cận vệ 35 về tuyến xuất phát.
Ngày 9 tháng 7, sau khi hình thành vòng vây quanh Vilnius, Quân đoàn xe tăng cận vệ 3 và Quân đoàn cơ giới cận vệ 3 bắt đầu tấn công từ nhiều phía vào thành phố. Tướng Rainer Stahel và tướng Hans Bergen tập trung quân về phía Tây Vilnius, định mở đường máu rút chạy theo hướng sông Vilya nhưng bất thành, Quân đoàn xe tăng 29 và Quân đoàn bộ binh cận vệ 8 (Liên Xô) đã chặn đứng cuộc đột kích này, dồn quân Đức trở lại Vilnius. Ngày 10 tháng 7, quân Đức trong thành phố tập trung Sư đoàn bộ binh 56, 252 và 549, 1 trung đoàn bộ binh mô tô, 15 xe tăng và pháo tự hành nống ra khu vực từ Mayshogaly đến phía tây Vievis nhưng mọi nỗ lực phá vây của quân Đức một lần nữa bị Quân đoàn xe tăng 29 và Quân đoàn bộ binh cận vệ 8 vô hiệu hóa. Đến cuối ngày 10 tháng 9, quân đội Liên Xô đã làm chủ phần phía Tây Bắc thành phố và bắt đầu vượt sông Vilya tiến vào khu phố cổ.

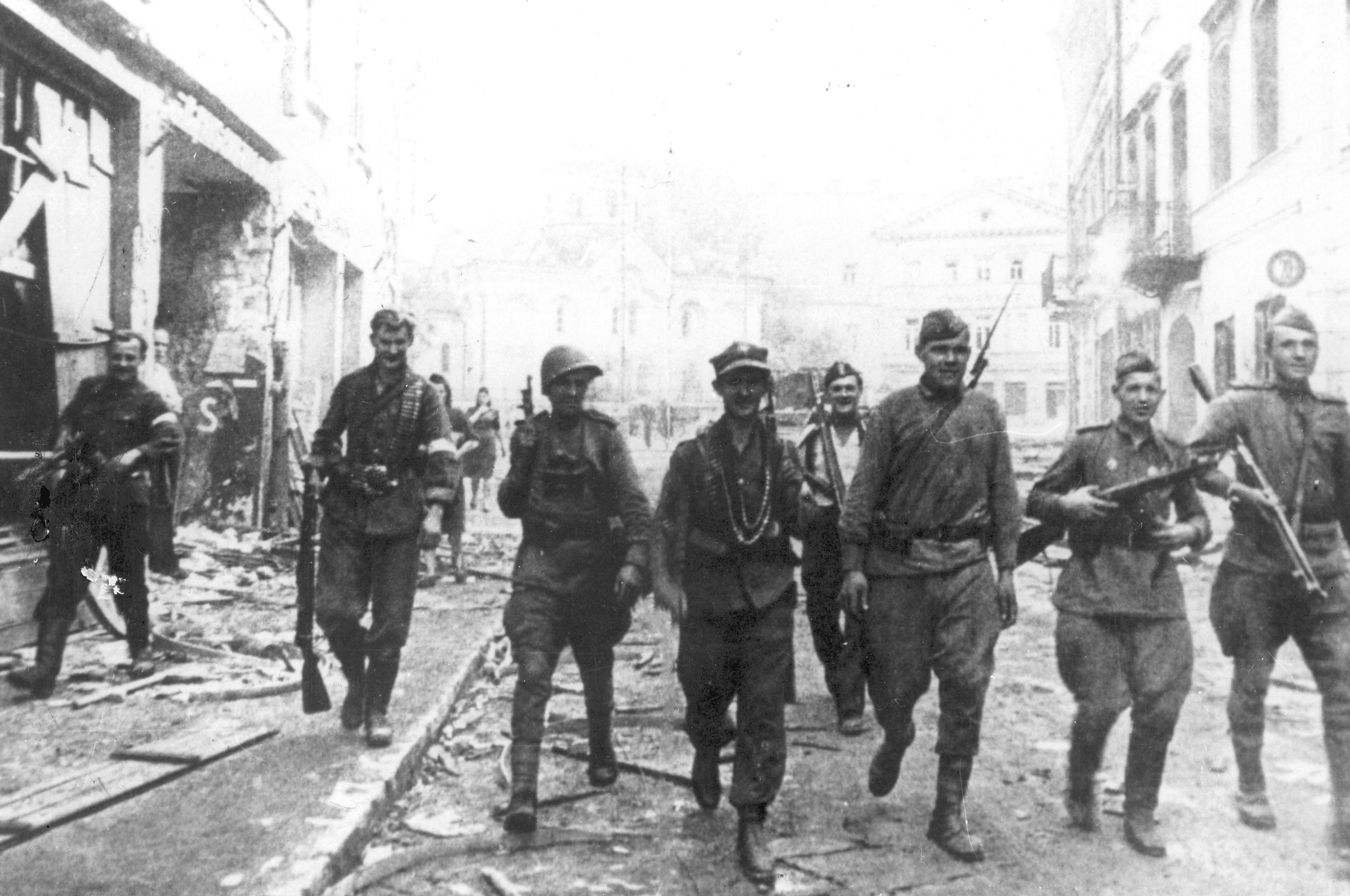
Quân đội Liên Xô và quân đội Ba Lan thuộc Quân đoàn Armia Krajowa (AK) đang tuần tra trên đường phố Vilnius.

Nhận thấy mọi nỗ lực phá vây đều thất bại, tướng Rainer Stahel ra lệnh cho các sư đoàn chia thành các nhóm nhỏ, cố mở các trận đột kích ra các hướng để một trong số các nhóm đó có thể thoát được. Bản thân tướng Rainer Stahel cùng với Ban tham mưu Quân đoàn bộ binh 6 cũng rời Vilnius. Ngày 11 tháng 7, quân đội Liên Xô chiếm được trung tâm khu phố cũ và kéo cờ đỏ lên tháp Gedimina, nơi cao nhất thành phố. Trong các trận đánh tại khu vực Lukishkes trên sông Vilya, pháo binh của Tập đoàn quân xe tăng cận vệ 5 đã cố gắng ngăn chặn đường rút lui bất ngờ về phía Tây Bắc của quân Đức nhưng vẫn có khoảng gần 3.000 sĩ quan và binh lính Đức đã thoát vây trong khi Sư đoàn xe tăng 6 (Đức) đang triển khai tấn công Vievis. Số quân Đức lớn hơn co cụm phòng thủ trong khu rừng-công viên Vingis. Phần lớn quân Đức ở đây đã bị tiêu diệt, khoảng 5.000 người bị bắt làm tù binh. Ngày 13 tháng 7, các đơn vị NKVD tiến vào thành phố, phối hợp với các tiểu đoàn bộ binh mô tô của Tập đoàn quân xe tăng 5 dập tắt các ổ kháng cự lẻ tẻ của một số toán quân Đức còn sót lại.

### Các hoạt động của quân đội Krayova (AK)

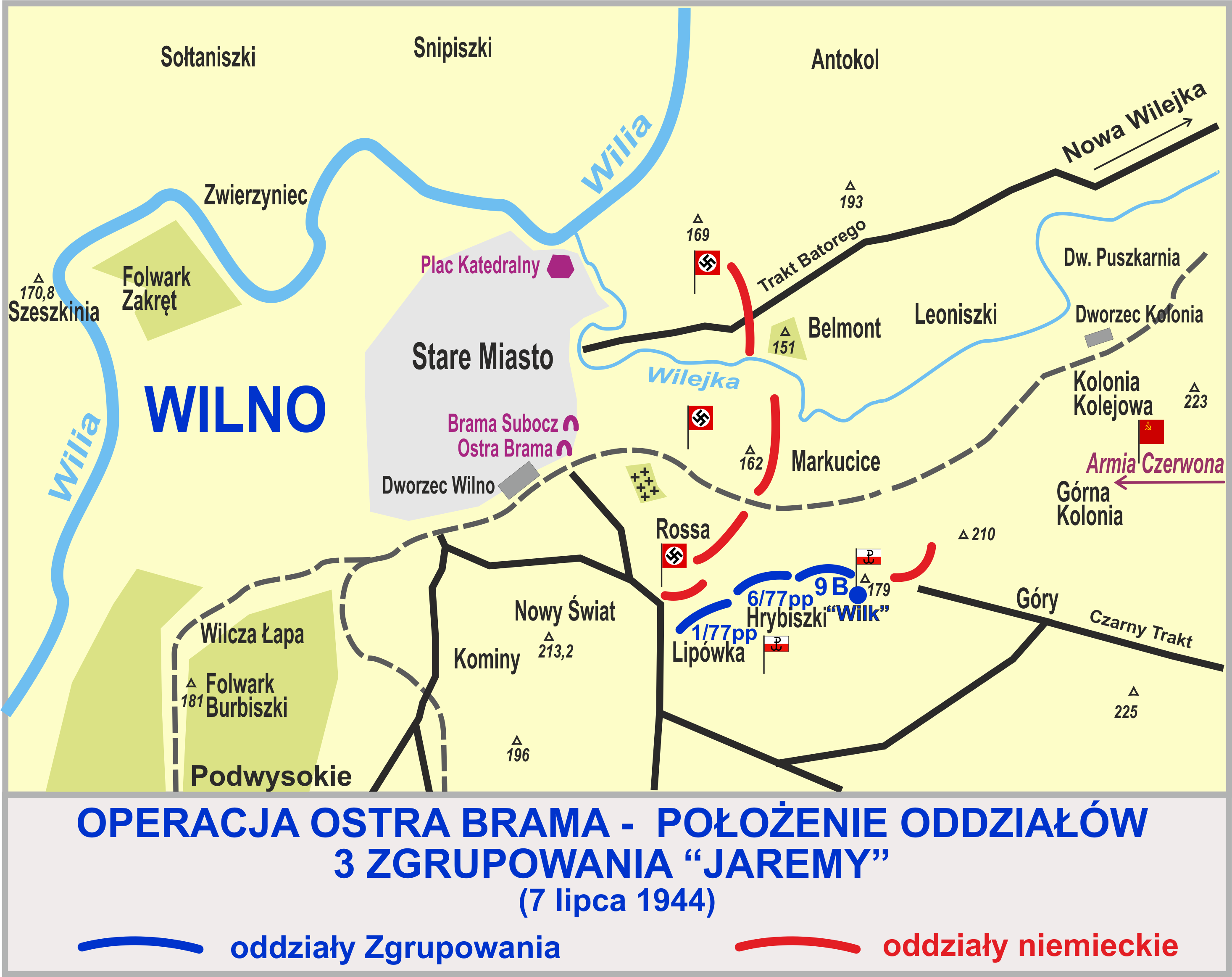
Hoạt động của Armia Armia Krajowa trong Chiến dịch Vilnius

Ngày 7 tháng 7, tại Vilnius lực lượng kháng chiến Ba Lan thuộc Quân đội Krayova (Armia Krajowa) dưới sự chỉ dạo của tướng Tadeusz Bor-Komorowski, người đứng đầu các tổ chức hoạt động bí mật Ba Lan thân Anh đã tiến hành khởi nghĩa ở Vilnius theo kế hoạch Chiến dịch "Cổng bình minh" (Ostra Brama) và Chiến dịch "Giông tố" (Akcja Burza) của quân đội Krajowa Ba Lan. Lực lượng này có quân số 5.500 người do Aleksander Krzyżanowski chỉ huy đã tấn công thành phố. Từ ngày 6 tháng 7, 7 tiểu đoàn của đội quân này đã bị quân Đức kẹp vào giữa hai gọng kìm gồm Cụm quân Đức đóng ở điểm cao 223 ở phía Đông và các cụm quân Đức tại các điểm cao 162, 169 trên hai bờ sông Vileiya. Ngày 7 tháng 7, tiểu đoàn 2 thuộc cụm quân "Pohoreckiego" (Armia Krajowa) đã gặp gỡ với Lữ đoàn xe tăng 35 (Liên Xô). Khi quân đội Liên Xô kéo đến, quân Krajowa đã phối hợp với họ trong cuộc chiến thanh toán số quân Đức bị vây. Đến ngày 9 tháng 7, quân đội Liên Xô và quân AK Ba Lan đã đánh chiếm hầu hết các địa điểm trọng yếu của thành phố, bao gồm khu sân bay và ga xe lửa. Ngày 10 Tháng 7, Tiểu đoàn 2 Ba Lan vượt qua sông Vilia và tham gia vào các hoạt động tấn công quân Đức ở bên kia thành phố. Tuy nhiên, quân đồn trú Đức vẫn tiếp tục chống cự kịch liệt. Chiến sĩ xe tăng Ion Lazaryevich Degen thuộc Lữ đoàn xe tăng 35 đã miêu tả một phần cuộc chiến thanh toán nhóm quân Đức trụ lại tại công viên Vingis như sau:
| “                       | Và ba chiếc xe tăng của chúng tôi tiến qua các con phố mà không quan sát được nhau. Lữ đoàn trưởng phát hiện hai khẩu pháo của quân Đức. Cứ như chúng từ lỗ nẻ chui ra. Chúng tôi tập trung hỏa lực bắn vào chúng nhưng không đủ thời gian để diệt khẩu thứ hai. Một trong hai phát đạn của quân Đức đã trúng xích xe. Người lái xe cài số lùi và cho xe bò vào một khu vườn, với một băng xích bị hỏng. Thật quá may mắn, viên đạn chỉ làm hỏng con lăn phía trước xe và làm bung mấy cái chốt ở băng xích. Nhưng chúng tôi không thể tự xử lý được hư hại này mà đành phải ngồi chờ tốp thợ đến sửa chữa. Một xe khác đã tìm thấy chúng tôi. Tôi chui vào trong xe và được trưởng xe ra lệnh tổ chức phòng thủ vòng tròn trong chờ thợ sửa chữa đến. Chiến đấu tại Vilnius cùng với quân đội Liên Xô còn có sự tham gia tích cực của những người yêu nước Ba Lan với các dải băng đỏ - trắng đeo trên tay (họ trực thuộc chính phủ Ba Lan lưu vong tại London) và một số lớn người Do Thái trong các đơn vị du kích đeo băng đỏ. Toán người Ba Lan đến chỗ chiếc xe tăng. Tôi nhảy ra khỏi xe và họ hỏi: "Có cần giúp đỡ gì không ?" Một chỉ huy, có vẻ như là đại tá bắt tay tôi và nói trong nước mắt rằng họ đã làm thế nào chống lại hỏa lực mạnh của quân Đức. Hóa ra một ngày trước đó, họ đã một mình chống lại quân Đức mà không có sự yểm hộ. Đó là lý do tại sao mà trung tướng (V. T. Obukhov) lại khen ngợi chúng tôi. Ngay lập tức, một trung úy chạy tới bảo rằng đã tìm thấy Ban chỉ huy tiểu đoàn của họ, chính là cấp trên của những người Ba Lan mà chúng tôi vừa nhìn thấy. Chúng tôi tìm thấy người tiểu đoàn trưởng Ba Lan trong hầm, làm quen với anh ta và nhanh chóng tìm hiểu tình hình, nhiệm vụ của họ... Anh ta cho biết tiểu đoàn của mình chỉ có 17 người. Tôi mỉm cười: "Tốt thôi. Ba chiếc xe tăng còn được coi là một lữ đoàn thì tại sao 17 người lại không thành một tiểu đoàn được nhỉ !". Tiểu đoàn của họ chỉ có duy nhất một khẩu pháo 76 mm. Chúng tôi cũng chỉ còn lại hai viên đạn xuyên thép. Và chúng tôi cùng nhau tính toán xem sẽ đối phó với xe tăng Đức bằng cách nào. Ngày hôm đó, chúng tôi cũng tìm thấy chiếc xe tăng thứ ba trong trung đội của mình do anh bạn đồng ngũ Vanya Solovyev chỉ huy. Thế mà ngày hôm sau, Solovyev bị đốt cháy cùng với cả kíp xe. Chúng tôi chôn các anh ngay trên con phố đó. Trong những năm '70, Aleksei Klopov, một trong các tiểu đoàn trưởng xe tăng của chúng tôi đã trở thành chỉ huy trưởng ủy ban quân sự của thành phố. Trung tá Klopov đã hết sức giúp đỡ chúng tôi tìm nơi chôn cất kíp xe của Solovyev nhưng không thấy huyệt mộ. Tuy nhiên, nhờ sự giúp đỡ của Klopov, một đài kỷ niệm những người lính đã chết cho sự giải phóng Vilnius được dựng lên. Trên đó có khắc tên cả kíp xe của trung úy Ivan Solovyev | ” |
| — Ion Lazaryevich Degen | |   |

### Cuộc phản công của quân Đức
Quân Đức không cam chịu mất Vilnius hay ít nhất cũng cứu vãn được phần nào cụm quân của tướng Rainer Stahel. Ngày 13 tháng 7 năm 1944, tướng Kurt von Tippelskirch phối hợp với tướng Georg-Hans Reinhardt tổ chức phản công vào phía Tây Bắc Vilnius. Với những lực lượng mới được tăng viện. Quân đoàn Đức chia làm hai cánh. Cánh quân phía Bắc sông Vilya do Sư đoàn xe tăng 5 làm chủ lực, có thêm Sư đoàn bộ binh 1 mới được điều từ Brody đến. Cánh quân phía Nam sông Vilya do Sư đoàn xe tăng 12 làm chủ lực, có sự tham gia của Cụm tác chiến H gồm tàn quân của các sư đoàn bộ binh 95, 197 và 256. Quân Đức có 150 xe tăng và pháo tự hành, khoảng hơn 400 pháo mặt đất, dự định tiến cong thành hai mũi dọc theo bờ Bắc và bờ Nam sông Vilya vào Vilnius.
Phương diện quân Byelorussia 3 không bất ngờ trước chiến dịch phản công của quân Đức. Chiều 11 tháng 7, các cuộc chuyển quân của các sư đoàn xe tăng Đức lập tức bị các máy bay trinh sát của Tập đoàn quân không quân 1 phát hiện. Ngay buổi sáng 12 tháng 7, tướng I. D. Cherniakhov đã triển khai ba quân đoàn và pháo binh của các tập đoàn quân 5 và pháo binh trực thuộc phương diện quân ở phía Tây và Tây Bắc Vilnius. Quân đoàn xe tăng 29 được bố trí ở phía Tây Vilnius 10 km, trên bờ Nam sông Vilya. Phía sau quân đoàn này là Trung đoàn pháo nòng dài 261, Trung đoàn lựu pháo 696, Lữ đoàn pháo chống tăng cận vệ 16, Lữ đoàn súng cối 43, Trung đoàn súng cối 283 và Lữ đoàn Katyusha cận vệ 8. Trên bờ Bắc sông Vilya ở ngoại ô phía Tây Bắc thành phố do Quân đoàn bộ binh 72 trấn giữ, có Trung đoàn pháo nòng dài 70, các trung đoàn lựu pháo 208, 209 và 213, Trung đoàn pháo chống tăng 703, các trung đoàn súng cối 5, 11, 13. Ở phía Bắc Vilnius là Quân đoàn cơ giới cận vệ 3, Lữ đoàn 7 lựu pháo và Trung đoàn súng cối cận vệ 5.
Mờ sáng ngày 13 tháng 7, quân Đức pháo kích vào các vị trí tiền tiêu của quân đội Liên Xô, sau đó thả khói mù che khuất tầm nhìn của pháo binh Liên Xô và bắt đầu tấn công. Trên cánh Bắc, Sư đoàn xe tăng 5 (Đức) hướng đòn tấn công vào Mayshagola (Maisiagala) đã gặp phải hỏa lực pháo chống tăng của các trung đoàn 703 và cận vệ 5. Các trung đoàn lựu pháo 208, 209 và 213 cũng dựng các màn đạn dày đặc cản đường tấn công của xe tăng Đức. Đến trưa, Sư đoàn xe tăng 5 (Đức) buộc phải dừng lại và gọi không quân hỗ trợ. Tuy nhiên, cũng giống như ở Vilnius trước đó mấy ngày, các máy bay tấn công mặt đất Ju-87 của không quân Đức vẫn bị các máy bay tiêm kích Yak-3 và La-5 của không quân Liên Xô bắn hạ trước khi kịp ném bom. Không có xe tăng yểm hộ, Sư đoàn bộ binh 1 (Đức) không dám tiến công. Trong suốt ngày 13 tháng 7, cánh quân phía Bắc của quan Đức không thể vượt lên dù chỉ còn cách ngoại ô Vilnius chưa đầy 10 km.
Ở phía Nam sông Vilya, Sư đoàn xe tăng 12 (Đức) kéo theo Cụm tác chiến H cũng bắt đầu tấn công từ Vevis (Vievis) vào lúc mờ sáng. Đến trưa ngày 13 tháng 7, xe tăng Đức vượt qua Rykolty (Rykantai) và chỉ còn các ngoại ô phía Tây Vilnius 15 km. Tướng N. I. Krylov điều Trung đoàn pháo chống tăng cận vệ 2 từ phía Nam Vilnius tiến ra chặn kích. Quân đoàn xe tăng 29 cũng phối hợp tấn công tạt sườn phía Nam cánh quân xe tăng Đức đang tiến dọc theo sông Vilya. Cụm quân H gồm tàn quân từ 3 sư đoàn khác nhau với trang bị kém hơn đã không thể bảo vệ được bên sườn các xe tăng Đức. Chiều 13 tháng 7, Sư đoàn xe tăng 12 (Đức) bị chặn lại cách phía Đông Rykolty 6 km.
Sáng 14 tháng 7, Tập đoàn quân 5, Quân đoàn xe tăng 29 và Quân đoàn cơ giới cận vệ 3 đồng loạt tổ chức tấn công. Pháo binh của Tập đoàn quân 5 (Liên Xô) đã gây thiệt hại nặng cho các sư đoàn xe tăng Đức. Hơn 60 xe tăng Đức bốc cháy nằm thành dãy trên hai bờ sông Vilia từ Mayshagola đến Ionava và từ ngoại ô Vilnius đến Vevis. Số còn lại vội vàng kéo quân vượt qua sông Niemen về Kaunas và Kedainyai. Trên đường rút quân, ngày 16 tháng 7, đoàn quân của Sư đoàn xe tăng 5 (Đức) còn hứng chịu một đòn tấn công nữa của Tập đoàn quân 39 từ dải tấn công của Phương diện quân Pribaltic 1 đánh vào sườn trái. Rất ít xe tăng Đức thoát được sang bờ Tây sông Niemen. Cuộc phản công của Tập đoàn quân 4 và một phần Tập đoàn quân xe tăng 3 (Đức) vào Vilnius thất bại. Ngày 19 tháng 7, Tập đoàn quân 5 và cánh phải của Tập đoàn quân cận vệ 11 (Liên Xô) tiến ra sông Niemen trên tuyến Yonava - Priyenai. Phía bên kia sông đã là thành phố Kaunas.

### Giải phóng Lida
Trong chiến dịch Vilnius, hướng Lida được coi là hướng phụ cùng với hướng tấn công đến Alitus của Tập đoàn quân cận vệ 11. Binh lực của quân Đức trên hướng này chỉ còn lại vài trung đoàn SS bảo vệ hậu cứ, các đơn vị cảnh sát, các đơn vị hậu cần, vận tải cùng tàn quân Đức từ Minsk và Bobruysk kéo về. Trên hướng phụ công này, Tập đoàn quân 31 được giao nhiệm vụ chủ công. Tập đoàn quân cận vệ 11 chỉ tham gia giai đoạn 2 của chiến dịch cùng với Tập đoàn quân 33. Giống như tại các vùng Tây Ba Lan (cũ), trên hướng tấn công của họ đều có hoạt động của các đội du kích Liên Xô và Byelorussia xen lẫn với hoạt động của các lực lượng thuộc quân đội Krajowa.
Các cuộc tấn công trong tuần đầu tiên của các Tập đoàn quân 31 diễn ra tương đối thuận lợi. Ngày 6 tháng 7, Quân đoàn bộ binh 71 đánh chiếm Volozhin (Valozyn), Quân đoàn bộ binh 113 đánh chiếm Ivenets (Ivianiec) và tiến ra thượng nguồn sông Niemen. Ngày 7 tháng 7, Lữ đoàn du kích 99 Byelorussya phát hiện một nhóm lớn tàn quân của Tập đoàn quân 9 Đức còn rơi rớt lại quanh khu vực Ivye (Iuje) đã tổ chức phòng ngự vòng trên tại khu rừng phía Tây Volozhin, trên biên giới giữa Byelorussia và Litva. Tại đây còn có cả tàn quân của Lữ đoàn Kaminsky, một đơn vị SS người Ba Lan khét tiếng tàn bạo. Quân đoàn bộ binh 36 (Tập đoàn quân 31) và Quân đoàn bộ binh cận vệ 8 (Tập đoàn quân cận vệ 11) được đưa đến thượng nguồn sông Niemen và bắt đàu chiến dịch tảo thanh. Phải mất ba ngày, quân đội Liên Xô mới thanh toán xong cụm tàn quân Đức này.
Phía trước tập đoàn quân 31, quân đội Đức Quốc xã tiếp tục rút lui rất xa. Ngày 9 tháng 7, Quân đoàn bộ binh 71 tiến vào giải phóng thành phố Lida, một ngã tư đường sắt quan trọng giữa vùng đầm lầy ở thượng nguồn sông Niemen. Nhận thấy khoảng cách giữa cánh phải và cánh trái của Phương diện quân Byelorussia 3 ngày càng rộng hơn do Tập đoàn quân 5 và Tập đoàn quân xe tăng cận vệ 5 đã dịch chuyển hướng tấn công lên phía Tây Bắc. Ngày 8 tháng 7, tướng I. D. Chernyakhovsky tung hai quân đoàn còn lại của Tập đoàn quân 11 vào địa đoạn thượng nguồn sông Niemen. Cùng thời điểm ngày 9 tháng 7, cánh trái của Tập đoàn quân đánh chiếm thị trấn Voronovo (Voranava). Ngày 10 tháng 7, Quân đoàn kỵ binh cận vệ 3 bằng qua đầm lầy đánh chiếm Ostryna (Astryna). Ngày 11 tháng 7, Tập đoàn quân 31 đánh chiếm Druskyniskai (Druskininkai). Cùng ngày, Quân đoàn bộ binh cận vệ 16 chiếm nhà ga Varena. Từ ngày 12 đến ngày 18 tháng 7, cả hai tập đoàn quân này đã chiến đấu quyết liệt để giành giật với Sư đoàn xe tăng 4 và các sư đoàn bộ binh 548, 549 (Đức) từng đầu càu trên sông Niemen. Sau một tuần giao tranh, ngày 19 tháng 7, Tập đoàn quân 31 đã chiếm được khu vực đầu cầu phía Đông Suvanky (Suwalki) và đưa toàn bộ Quân đoàn bộ binh 113 sang phía Tây sông Niemen. Tập đoàn quân cận vệ 11 cũnh đánh lui Sư đoàn xe tăng 4 (Đức), chiếm Alitus và thiết lập một đầu cầu nhỏ hơn tại khu vực này. Phòng tuyến sông Niemen của Tập đoàn quân xe tăng 3 (Đức) bị chọc thủng.

## Kết quả và ảnh hưởng

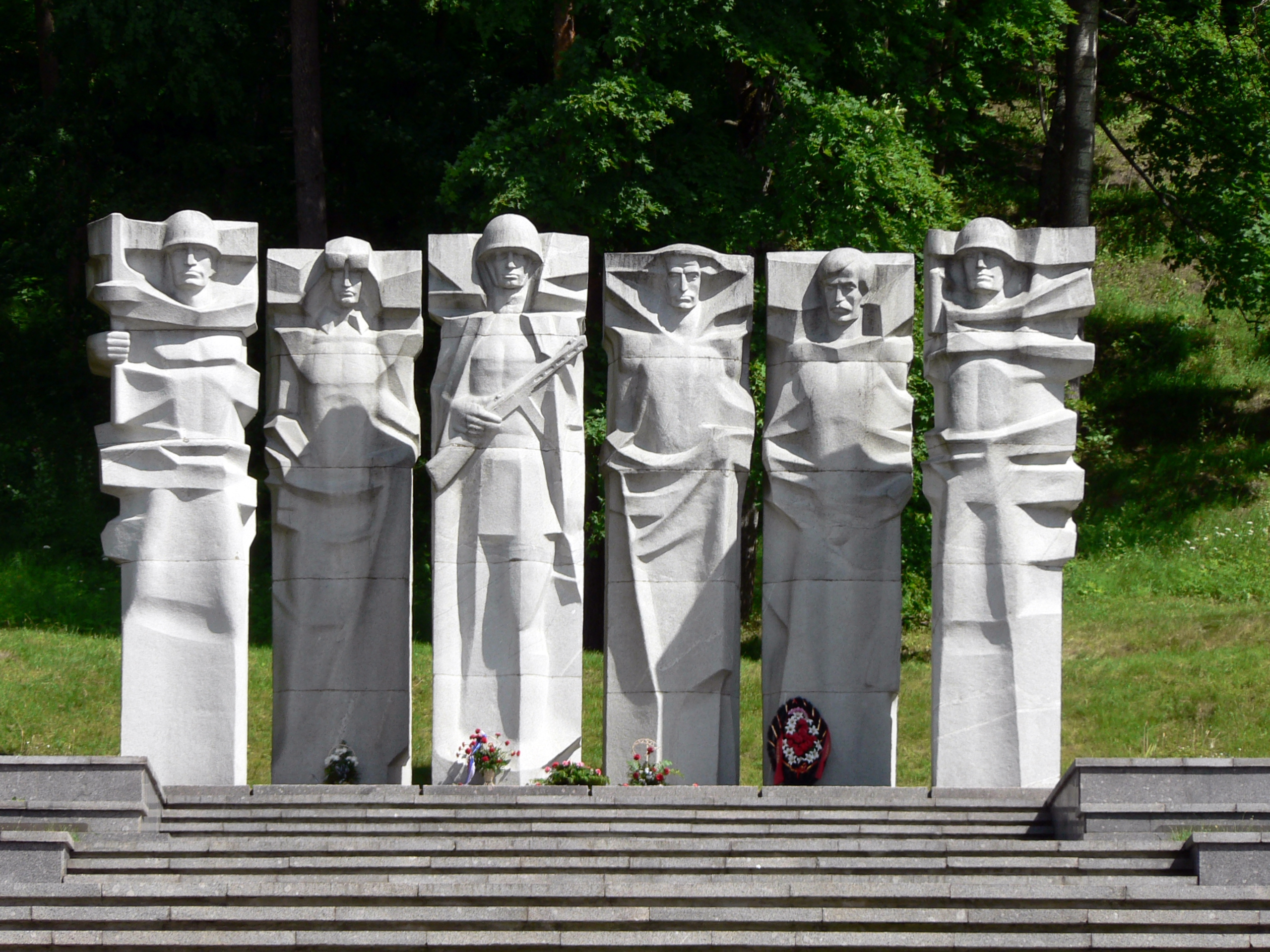
Đài tưởng niệm các chiến sĩ Hồng quân Liên Xô đã ngã xuống để giải phóng Vilnius tại nghĩa trang Antakalnis

Chỉ sau hai tuần tấn công, Phương diện quân Byelorussia 3 Liên Xô đã phá vỡ ý đồ thiết lập tuyến phòng thủ lâm thời của quân đội Đức Quốc xã trên tuyến hồ Naroch - Smorgol - Yventse, đánh chiếm thành phố Vilnius, thủ đô Litva, tạo được một bàn đạp quân trọng để tiến ra Đông Phổ. Cánh Nam của phương diện quân cũng tiến sâu hơn 200 km về phía Tây, chọc thủng tuyến phòng ngự sông Niemen của quân Đức, đánh chiếm một khu vực đầu cầu rất rộng từ Alutus qua phía Đông khu rừng Suvanky đến Zagorany, chỉ cách biên giới Đông Phổ từ 30 đến 45 km, đưa chiến tranh đến cửa ngõ phía Đông nước Đức. Sau chiến dịch, hơn 20 đơn vị chiến đấu xuất sắc của Phương diện quân Byelorussia được tặng danh hiệu Vilnius, 6 đơn vị của Tập đoàn quân 31 được mang danh hiệu Lida và Niemen. Trong đội hình chiến đấu của Tập đoàn quân không quân 1 có Trung đoàn Normandie gồm các phi công Pháp chiến đấu chống lại quân đội Đức Quốc xã bằng các máy bay Yak-3 và Yak-9 của Liên Xô, đã lập nhiều thành tích trong các chiến dịch Vòng cung Kursk và Smolensk. Do lập nhiều thành tích tại các trận không chiến trên khu vực sông Niemen, trung đoàn này được mang tên kép là Trung đoàn Normandie-Niemen
Một điều an ủi cho quân Đức sau thất bại tại Vilnus là, cuộc kháng cự quyết liệt tại thành phố Vilnus phần nào đã cầm chân được quân đội Liên Xô trong một thời gian - nhất là Tập đoàn quân xe tăng cận vệ số 5 - nhờ đó giúp cho quân Đức có thể tạo lập được một tuyến phòng ngự tương đối liên tục trên một địa đoạn nhỏ của mặt trận. Nhờ công lao này, tướng Rainer Stahel đã được Hitler trao thưởng Huân chương Chữ thập sắt Hiệp sĩ. Tuy nhiên, những thành quả đó quá nhỏ bé so với những gì mà quân đội Đức Quốc xã mong đợi đoạn "phòng tuyến liên tục" tại đây cũng chỉ tồn tại được một thời gian ngắn. Mất điểm nút giao thông quan trọng tại Vilnius, quân Đức rõ ràng không thể nào đứng chân tại vùng Pribaltic lâu hơn được nữa. Thật vậy, đến cuối tháng Bảy, Phương diện quân Byelorussia 3 tiếp tục giải phóng Kaunas, phá tan tấm bình phong che chở cho Đông Phổ và tiến sâu hơn nữa về phía Tây.
Trong thời gian chiến dịch Vilnus, một sự kiện bi thảm xảy ra với người Do Thái trong thành phố khi phần lớn trong số họ bị lực lượng SS hành quyết tập thể trong trại lao động cưỡng bách HKP 562 do Karl Plagge chỉ huy, mặc dù suốt thời gian trước đó tính mạng của họ đã được Plagge - một người có cảm tình với dân Do Thái - bảo vệ. Tuy nhiên trong một thông báo ngày 1 tháng 7 năm 1944, Plagge đã khéo léo cảnh báo trước cuộc thảm sát này cho các tù nhân Do Thái biết, nhờ đó 250 người Do Thái đã trốn thoát khỏi trận tàn sát của lực lượng SS.

## Diễn biến chính trị có liên quan
Mặc dù chiến dịch giải phóng Vilnius có sự tham gia của Quân đội Krajowa do Chính phủ Ba Lan lưu vong ở London chỉ đạo nhưng sự tham gia này có tính hai mặt đúng như nhiệm vụ của quân đội này. Kể từ sau vụ Đài phát thanh Berlin của nước Đức Quốc xã ngày 13 tháng 4 năm 1943 tung ra thông tin tại Khatyn, cách Smolensk 12 km về phí Tây, NKVD (Liên Xô) sát hại khoảng 3.000 sĩ quan và binh sĩ Ba Lan thuộc Quân đội Quốc gia Ba Lan đang lưu vong ở Liên Xô thì quan hệ giữa Chính phủ Liên Xô và Chính phủ lưu vong Ba Lan ở London bắt đầu đổ vỡ. Ngoại trưởng Đức Quốc xã Von Ribeltroff đã tổ chức một cuộc "khảo sát" gồm những người của tướng Władysław Sikorski cùng một số nhà khảo cổ Đức và Thụy Sĩ. Khi có được một số kết quả còn chưa rõ ràng, tướng Władysław Sikorski, người đứng đầu Chính phủ Ba Lan lưu vong tại London đã đệ đơn kiện ra Hội Chữ thập đỏ quốc tế. Báo chí Ba Lan tại Anh cũng rầm rộ đăng tin này. Những người Ba Lan lưu vong tại Mỹ cũng bị kích động, buộc chính phủ của Tổng thống Franklin Roosevelt phải có các biện pháp thận trọng để ổn định tình hình. Tuy nhiên, Winston Churchill (Thủ tướng Anh) và Anthony Eden (ngoại trưởng Anh) phản đối hành động này vì cho rằng, nó sẽ làm hỏng quan hệ giữa các đồng minh chống phát xít. Tướng Władysław Sikorski buộc phải rút đơn kiện. Về phía mình, Chính phủ Liên Xô buộc tội tướng Władysław Sikorski thông đồng với phát xít Đức để chống lại Liên Xô và tuyên bố cắt đứt quan hệ với chính phủ của Władysław Sikorski. Và từ đó, nhiệm vụ của Quân đội Krajowa hoạt động ở Ba Lan, Tây Byelorussia và Litva đã thay đổi theo ý đồ riêng của Władysław Sikorski.
Mùa xuân năm 1944, chính phủ lưu vong Ba Lan ở London tăng cường các hoạt động chống lại Liên Xô với sự tiếp tay của cơ quan tình báo M16. Họ cho rằng "Một điều kiện cần thiết cho sự thành công của chúng ta và sự tồn tại của chúng ta, nếu không phải là một thất bại hoàn toàn thì ít nhất cũng phải làm suy yếu người Nga". Trong một chỉ thị bí mật gửi qua điện đài cho tướng Tadeusz Bur-Komorowski, chỉ huy quân đội Krajowa, tướng Kazimierz Sosnkowski, tổng thanh tra các lực lượng vũ trang Ba Lan ở phương Tây yêu cầu: "Phải duy trì quan hệ tốt với chính quyến dân sự Đức bằng bất cứ giá nào".
Đầu tháng 3 năm 1944, tướng Anders Okulicki được máy bay Anh bí mật thả dù xuống Ba Lan mang theo chỉ thị của tướng Kazimierz Sosnkowski, Bộ trưởng về các vấn đề quân sự của chính phủ lưu vong Ba Lan ở London gửi tướng Tadeusz Bur-Komorowski, gồm 7 điểm như sau:
| “                     | 1. Tích trữ vũ khí cho các hoạt động bất hợp pháp để chuẩn bị cho cuộc nổi dậy chống lại Liên Xô 2. Xây dựng các đội dân quân vũ trang với quân số mỗi đội không quá 60 người. 3.Tổ chức các hoạt động khủng bố, được gọi là "thanh toán" những người chống lại nền quân chủ Ba Lan, kể cả các sĩ quan chỉ huy quân sự Liên Xô. 4.Tổ chức huấn luyện nhân viên phá hoại và tổ chức phá hoại phía sau lưng quân đội Liên Xô. 5. Tổ chức các hoạt động tình báo quân sự và thu thập tin tức tình báo ở hậu phương của quân đội Liên Xô. 6.Duy trì liên lạc với Bộ Tư lệnh AK tại Luân Đôn qua các điện đài được cấp phát. 7.Tổ chức in và tán phát các truyền đơn chống Liên Xô. | ” |
| — Władysław Sikorski. | |   |

Tất cả các hoạt động trên đây đều được các tình báo viên Liên Xô hoạt động tại Anh và Ba Lan thông báo cho Moskva. Ngoài ra, từ các vùng còn tạm chiếm và những vùng mới được giải phóng, các chỉ huy các đơn vị du kích Liên Xô và Byelorussia đã báo cáo về Moskva nhiều thông tin về các hành động phá hoại của quân đội Krajowa đối với cuộc chiến tranh du kích của Liên Xô chống quân đội Đức Quốc xã, trong đó có các hoạt động đánh cướp hàng hóa và vũ khí của du kích, ám sát các lãnh đạo cộng sản đang hoạt động bí mật. Với tất cả các thông tin nói trên, Bộ Tổng tư lệnh tối cao Liên Xô thấy rằng không thể để một tổ chức có vũ trang thù địch với mình hoạt động trong hậu phương của mình và đi đến quyết định đặt Quân đội Krajowa ra ngoài vòng quân luật lại những vùng đất do quân đội Liên Xô đã giải phóng.
Ngay sau khi Vilnius được giải phóng, ngày 14 tháng 7 năm 1944, trung tướng Victor Semyonovich Abakumov, chỉ huy trưởng lực lượng an ninh quân đội SMERSH đã bay đến Vilnius với mệnh lệnh của Đại bản doanh về bảo đảm an ninh trong các vùng mới giải phóng. Cũng đi với ông còn có bảy nhóm sĩ quan điều tra đặc nhiệm của SMERSH và các trung đoàn biên phòng thuộc lực lượng NKVD. Tuy nhiên, tướng I. D. Chernyakhovsky đã gặp trung tá Aleksander Krzyżanowski ngày 13 tháng 7 và thuyết phục ông này cùng với các binh sĩ của mình gia nhập vào Tập đoàn quân Ba Lan 1 của Quân đội Nhân dân Ba Lan. Aleksander Krzyżanowski từ chối và tướng I. D. Chernyakhovsky cho ông ta về để suy nghĩ lại sau khi hứa rằng sẽ cung cấp cho quân Ba Lan vũ khí với điều kiện họ phải đứng về phía quân đội Liên Xô. Ngày 16 tháng 7, Aleksander Krzyżanowski đến gặp tướng I. D. Chernyakhovsky và vẫn giữ lập trường bất hợp tác với quân đội Liên Xô. Ngày 17 tháng 7, tướng V. M. Abakumov ra lệnh bắt giữ Aleksander Krzyżanowski và các sĩ quan trong quân đội Krajowa ủng hộ ông ta. Những người còn lại và đa số binh sĩ Ba Lan đồng ý gia nhập Quân đội nhân dân Ba Lan, số chống đối đã bỏ đơn vị chạy trốn vào các khu rừng rậm từ Šiauliai đến Lida và tổ chức các hoạt động phỉ chống lại quân đội Liên Xô. Aleksander Krzyżanowski bị giam tại Liên Xô đến tháng 10 năm 1947 thì bị trục xuất về Ba Lan.
Cho đến nay, các hoạt động chống lại dân thường của Quân đội Krajowa tại Litva trong Chiến tranh thế giới thứ hai vẫn đang được tiếp tục làm rõ. Các cuộc điều tra sơ bộ cho thấy trong thời kỳ chiến tranh Xô-Đức, tại Litva, Quân đội Krajowa đã giết chết khoảng 4.000 người Litva. Đặc biệt nghiêm trọng là vụ thảm sát đêm 23 tháng 6 năm 1944 tại Vilnius và các khu vực Dubingių, Joniškio, Inturkės, Bijutiškio, Giedraičių. Lữ đoàn 5 của quân đội Krajowa dưới sự chỉ huy của viên Lữ đoàn trưởng Z.Šendzeliažas-Lupaška chỉ huy đã thảm sát 4 cảnh sát người Litva và 37 người khác, trong đó có cả người già, phụ nữ, trẻ em từ 11 tháng đến 13 tuổi. Người Litva đã yêu cầu Tổng thống Ba Lan thu hồi các huân huy chương của Z.Šendzeliažas-Lupaška và áp dụng chế độ đăng ký cư trú bắt buộc đối với các cựu chiến binh của Quân đội Krajowa. Họ cũng yêu cầu chính phủ Litva dựng đài kỷ niệm những nạn nhân của quân đội Krajowa tại quận Joniškyje, thành phố Vilnius.
Sau chiến tranh, một số thành viên của lực lượng dân cảnh SS tại Litva đã trốn sang Hoa Kỳ năm 1956 dưới danh nghĩa người tỵ nạn theo đạo luật Relief Act (Luật cứu trợ) năm 1953. 41 năm sau chiến tranh, ngày 26 tháng 6 năm 1996, Tòa án quận Columbia, bang Florida, Hoa Kỳ sau khi xét kết quả điều tra của Ban Hình sự thuộc Văn phòng điều tra đặc biệt (OSI) đã ra phán quyết thu hồi quốc tịch của Hoa Kỳ đối với Kazys Gimzauskas, dân Litva nhập cư vào Florida, trong thời gian Chiến tranh thế giới thứ II đã cộng tác với Đức Quốc xã và tham gia vào các vụ thảm sát người Do thái Litva. Một cựu thành viên khác người Litva của lực lượng dân cảnh SS Vilnius là Aleksandras Lileikis cũng bị cơ quan OSI phát hiện và bị Tòa án liên bang tại Boston ra lệnh tước quốc tịch Hoa Kỳ. Tổng cộng từ năm 1979 đến năm 1996, đã có 107 phần tử thân phát xít Đức bị tước quốc tịch Hoa Kỳ, trong dó có 48 người bị trục xuất khỏi Hoa Kỳ. Hơn 300 người khác được đưa vào diện cần điều tra.

### Tiếng Anh
- Dunn, W. Soviet Blitzkrieg: The Battle for White Russia, 1944, Lynne Riener, 2000, ISBN 978-1-55587-880-1
- Glantz, D. Belorussia 1944 - the Soviet General Staff Study
- Tadeusz Piotrowski. Poland's Holocaust. McFarland and Compagny Inc. Publishers. North California. 1998.
- Borodziej: The Warsaw Uprising of 1944.
- Sayers, Michael, Kahn Albert E. The Great Conspiracy. The Secret War against Soviet Russia. — Boston: Brown & Co, 1946

### Tiếng Đức
- Tippelskirch K., Geschichte des Zweiten Weltkrieges. — Bonn, 1954.
- Frießner H. Verratene schlachten. — Hamburg: Holsten Verlag, 1956.
- Marek Jan Chodakiewicz. Schriftenreihe der Vierteljahrshefte für Zeitgeschichte, vol. 88. Munich: R. Oldenbourg Verlag, 2004.

### Tiếng Nga
- Самсонов, Александр Михайлович. Крах фашистской агрессии 1939-1945. — М.: Наука, 1980
- Соколов, Борис Вадимович. Оккупация. Правда и мифы. — М.: АСТ, 2002.
- Минасян, М. М. Победа в Белоруссии. Пятый сталинский удар. — М.: Воениздат МВС СССР, 1952.
- Семиряга, Михаил Иванович. Тайны сталинской дипломатии. 1939—1941. — М.: Высшая школа., 1992.
- Егоров, П. Я., Кривоборский И. В. Ивлев И. К., Рогалевич А. И. Дорогами побед. — М.: Воениздат, 1969.
- Волков, Федор Дмитриевич, За кулисами второй мировой войны. — М.: Мысль, 1985.
- Кисловский, Юрий Григорьевич. От первого дня до последнего. — М.: Политиздат, 1988.
- Лопатин, Степан Семенович. Живая память: Записки фронтовика. — Свердловск: Сред.-Урал. кн. изд-во, 1988.
- Славнов, Василий Поликарпович. Сколько было пройдено... — М: Воениздат, 1984.
- Яковенко, Владимир Кириллович. Партизанки. — М.: Воениздат, 1980.
- Русский архив - Сборник документов. Великая Отечественная. Том 14 (3-1). СССР и Польша. — М.: ТЕРРА, 1994.

### Tiếng Việt
- G. K. Zhukov. Nhớ lại và suy nghĩ. Tập 3. Nhà xuất bản Quân đội nhân dân. Hà Nội. 1987. trang 219-223
- A. M. Vasilevsky. Sự nghiệp cả cuộc đời. Nhà xuất bản Tiến Bộ. Moskva. 1984

### Tiếng Litva
- Kazimieras GARŠVA. Armija krajova ir Vietinė rinktinė Lietuvoje. Amzius XXI No61 (1264) Atnaujintas 2004.